# Пінчук Веніамін Борисович
Веніамін Борисович Пінчу́к (нар. 30 листопада 1908, Горошки — пом. 21 серпня 1987, Ленінград) — російський радянський скульптор і педагог; член Спілки художників СРСР, дійсний член Академії мистецтв СРСР з 1970 року.

## Біографія
Народився 17 [30] листопада 1908 року в містечку Горошках Волинської губернії Російської імперії (тепер селище міського типу Хорошів Житомирського району Житомирської області, Україна). В 1928—1930 роках навчався в Москлвському ВХУТЕІНі у Віри Мухіної, у 1930—1932 роках — в Інституті пролетарського образотворчого мистецтва у Ленінграді у Олександра Матвеєва.
Під час німецько-радянської війни жив і працював у Ленінграді. Займався виготовленням агітаційних плакатів. Член ВКП(б) з 1942 року. З 1948 року викладав в Інституті живопису, скульптури та архітектури імені І. Ю. Рєпіна, з 1962 року професор.
З 1957 по 1987 рік жив в Ленінграді в будинку № 37 по Гаванській вулиці. Помер в Ленінграді 21 серпня 1987 року. Похований на Літераторських містках Волковського цвинтаря. У 1988 році на його могилі встановлений надгробний пам'ятник — бронзове погруддя на гранітному постаменті роботи скульптора Олександра Чаркина і архітектора Володимира Васильковського.

## Творчість

### Скульптура
- композиція «В. І. Ленін в Розливі» (1935, гіпс; Центральний музей В. І. Леніна в Москві);
- пам'ятник Сергію Кірову в Санкт-Петербурзі (1935—1939; Кіровський завод);
- група «В. І. Ленін і Й. В. Сталін в Горках» (1949, гіпс, співавтор Роберт Таурит);
- композиція «В. І. Ленін на трибуні» (1957);
- бюст Михайла Калініна (1950, мармур; Російський музей в Санкт-Петербурзі);
- бюст Миколи Гоголя (1951, мармур; Пушкінський Дім);
- бюст В. В. Яковлєва (1958);
- пам'ятники Володимиру Леніну:
  - барельєф «В. І. Ленін у куреня в Розливі» (1955, на пілоні підземного залу станції метро «Площа Повстання» в Санкт-Петербурзі);
  - бюст на Кам'яноостровскому проспекті в Санкт-Петербурзі (1955);
  - в селищі Парголовому (1959);
  - в Московському Кремлі (1967, бронза, граніт, лабрадорит; архітектор Сергій Сперанський);
  - у Красноярську (1970);
  - у Єкатеринбурзі (1977).

### Плакати
В роки німецько-радянської війни створив плакати:
- «Славні соколи міста Леніна, будемо на смерть разити ворога» (1942);
- «Жінки міста Леніна! Посилимо допомогу фронту, допоможемо Червоної Армії громити ворога!» (1943);
- «Мстить нещадно німецьким загарбникам за кров і сльози наших дружин і дітей, матерів та батьків, братів і сестер» (1943);
- «Вперед, на Захід!» (1943);
- «Дух великого Леніна і його переможного прапора надихають нас тепер на вітчизняну війну … (І. Сталін)» (1944).

У 1942 році в блокадному Ленінграді у видавництві «Мистецтво» вийшла листівка з репродукцією плакату художника — «Єдиним ударом!».
Плакати знаходяться в Державному меморіальному музеї оборони і блокади Ленінграда, Державному музеї історії Санкт-Петербурга, Президентській бібліотеці в Санкт-Петербурзі.

## Відзнаки
- Сталінська премія ІІ ступеня за 1950 рік (за групу «В. І. Ленін і Й. В. Сталін в Горках»)[3];
- Народний художник СРСР з 1969 року;
- Орден Жовтневої Революції.

## Вшанування пам'яті
У 1993 році на будинку № 37 по Гаванській вулиці Санкт-Петербурга встановлено гранітну меморіальну дошку роботи архітектора Юрія Нікітіна з написом: 
| «У цьому будинку з 1957 по 1987 рік жив скульптор, народний художник СРСР Веніамін Борисович Пінчук»[2]. |